# Carl Böhme
Pour les articles homonymes, voir Böhme.
Emil Hugo Carl Böhme (né le 13 juillet 1842 à Reudnitz et mort le 10 mai 1904 à Annaberg) est un avocat et homme politique libéral allemand (DFP, NLP). Il est membre de la Seconde Chambre de la Diète du royaume de Saxe et du Reichstag. 

## Biographie
Böhme fréquente la première école citoyenne de Leipzig  de 1848 à 1852 puis l'école Saint-Thomas de Leipzig jusqu'en 1859. Son père est chef de département dans l'administration postale de Leipzig et devient plus tard chef de l'administration des journaux au bureau de poste principal de Leipzig. D'octobre 1859 à avril 1863, il étudie le droit et la caméralogie à l'Université de Leipzig. Il est diplômé d'un doctorat de droit. De juillet 1863 à septembre 1864, il travaille comme assistant juridique pour l'avocat Heinrich Theodor Koch (de) à Buchholz dans les monts Métallifères. En mai 1865, il devient avocat stagiaire au tribunal de district d'Annaberg. Après sa libération de la fonction publique en mai 1868, il s'installe comme avocat à Annaberg. Il est admis au tribunal de district de Chemnitz, au tribunal de district d'Annaberg et au tribunal de commerce nouvellement créé à Annaberg en 1891. Il est membre adjoint de l'Association du Barreau de Zwickau. En 1873, il est également admis comme notaire. 
De 1871 jusqu'à sa mort, il est conseiller municipal d'Annaberg et, à partir de 1875, il est à la tête du conseil municipal. De mars 1871 à janvier 1874 et de juin 1893 à juin 1898, il représente la 21e circonscription de Saxon au Reichstag allemand. De 1875 à 1881, il est représentant de la 34e circonscription rurale à la Seconde Chambre de la Diète du royaume de Saxe. Pendant cette période, il exerce continuellement les fonctions de premier secrétaire de la Chambre. 
En 1900, il est fait citoyen d'honneur par la ville d'Annaberg.